# 吉村克二
吉村 克二（よしむら かつじ、1912年（明治35年） - 1982年（昭和57年））は、日本の農学者・水産学者。専門は水産学・水産食品学。北海道大学及び函館短期大学名誉教授。元函館短期大学学長。北海道砂川市出身

## 略歴
- 1927年北海道帝国大学農学部卒業。同農学部助手
- 1935年函館高等水産学校助教授
- 1944年函館高等水産学校教授
- 1954年北海道大学水産学部教授
- 1955年北海道大学より農学博士　学位論文の題は「イカのトロポミオシンに関する研究 」[2]。
- 1966年北海道大学停年退官。同名誉教授。函館短期大学栄養学科教授。同副学長
- 1976年函館短期大学学長
- 1979年函館短期大学退職[3]

## 受賞歴
- 函館市文化賞（1965年（昭和40年））
- 勲三等旭日中綬章（1979年（昭和54年））

## 主要論文
- 久保周一郎と共同執筆『「スルメイカ」の生化学的研究 第1報:「スルメイカ」筋肉及びエキスの窒素形態並にアミノ酸に就て』（北海道大學水産學部研究彙報 3巻3号, 1953年）
- 柴田猛と共同執筆『「スルメイカ」の生化学的研究 第2報:塩基性アミノ酸の含量について』（北海道大學水産學部研究彙報 3巻3号, 1953年）
- 柴田猛と共同執筆『スルメイカの生化学的研究 第3報 : 「スルメイカ」筋肉の塩基性物質について』（北海道大學水産學部研究彙報 3巻3号, 1953年）
- 牛山寛・藤盛健・柴田猛と共同執筆『サケ幽門垂炭水化物分解酵素の研究』（北海道大學水産學部研究彙報 16巻3号, 1965年）